# Gabriele Baldini
Gabriele Baldini (Roma, 1919 - 1969) fue un ensayista italiano, especialista en literatura inglesa.
Hijo de Antonio Baldini, fue profesor de literatura inglesa en la Universidad de Roma. En 1950 se casó con Natalia Ginzburg, viuda de Leone Ginzburg. 
Su edición en italiano de la obra completa de William Shakespeare tiene gran prestigio en Italia. Publicó numerosos estudios sobre la literatura en lengua inglesa desde la Edad Media hasta el siglo XIX. Amante de la música y el cine, también fue crítico musical y publicó un ensayo sobre la obra de Giuseppe Verdi. Ocasionalmente, apareció como actor en varias películas (como las de su amigo Pier Paolo Pasolini) y colaboró como guionista de I promessi sposi (1941) que dirigió Mario Camerini.

## Obras
- 1952 - Melville o le ambiguità
- 1958 - La tradizione letteraria dell'Inghilterra medievale
- 1962 - Il dramma elisabettiano
- 1963 - Shakespeare
- 1965 - Le rondini dell'Orfeo (memorias)
- 1964 - Manualetto shakespeariano
- 1971 - Abitare la battaglia (póstumo)